# 青木信光 (子爵)

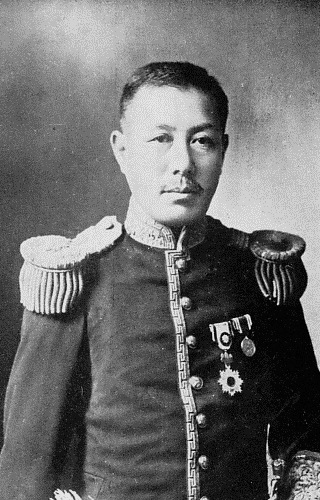
青木信光

青木 信光（あおき のぶみつ、明治2年9月20日（1869年10月24日） - 昭和24年（1949年）12月28日）は、明治から昭和の華族（子爵）・政治家。

## 経歴
松岡藩知事（旧水戸藩付家老）中山信徴の四男として生まれ、旧麻田藩主・子爵青木重義の養子となる。夫人は川口武定の次女・楠枝。子は、青木信武（長男）、青木蔚（四男）、加納六郎（六男）など。土壌動物学者の青木淳一は蔚の長男である。貴族院議員を50年にわたって務め、最大会派研究会の指導者として活躍した。
明治17年（1884年）、養父の死去により家督を相続、その後学習院・東京法学院で学んだ。明治30年（1897年）7月10日に貴族院の子爵議員に選出され、以後昭和21年（1946年）3月25日に隠居により辞職するまでの長きにわたってその地位を保った。また、東武鉄道や仁壽生命など多くの企業の役員としても活躍した。墓所は池田市仏日寺。

## 研究会での活動
大正時代、研究会の事実上の指導者であった清浦奎吾の組閣失敗（いわゆる「鰻香内閣」の件）後に、従来の研究会の方針を批判して指導的な地位に立つ。青木は従来の研究会の理念の一つであった超然主義を否定して政党との協力と貴族院内における勢力の拡張を目指した。その結果、長年の敵であった立憲政友会の原内閣が成立すると、これを支持して大木遠吉司法大臣を入閣させる。だが、自身は原敬からの閣僚就任要請を辞退して、日本銀行監事のみを受けた。以後もたびたびの閣僚就任要請に対してはこれを辞退して鉄道会議議員や内閣審議会委員、住宅営団監事と言ったいわゆる顧問的な役職のみを務めた。その一方で、研究会のイメージを高めるために近衛文麿を招聘したものの、清浦内閣の成立に関与しながらこれが倒れると護憲三派と手を結んだ青木のやり方に憤慨した近衛に離反されるなど、青木ら指導部の政治手法に対する不満から内紛が生じることがあり、研究会は貴族院最大会派の地位を保ちながらも次第に政治力を低下させていった。

## 栄典
位階
- 1889年（明治22年）9月26日 - 従五位[3]
- 1906年（明治39年）12月21日 - 正四位[4]
- 1914年（大正3年）12月28日 - 従三位[5]

勲章等
- 1930年（昭和5年）12月5日 - 帝都復興記念章[6]
- 1938年（昭和13年）2月11日 - 金杯一個[7]
- 1940年（昭和15年）8月15日 - 紀元二千六百年祝典記念章[8]